# Klaricové
Klaricové, též Claricz nebo Claricus, byl českobudějovický měšťanský rod. Od konce 13. století do poloviny 15. století byli její členové dědičnými rychtáři královského města České Budějovice. Jejich rodovým znakem bylo okřídlené kopí.

## Historie

### Počátky
Zakladatelem rodiny byl mincmistr a urburéř  Klaric (Claricus), měšťan pražský a později měšťan kutnohorský. Král Václav II. před rokem 1296 jmenoval tohoto Klarice nebo někoho z jeho rodu českobudějovickým dědičným rychtářem. V roce 1296  král Václav II  toto dědičné rychtářství potvrdil pro Klaricova syna Mikuláše. Zároveň s tím měli Klaricové nárok na část z vybraného cla a mýtného a také na veškeré výnosy z dvou městských mlýnů. V roce 1305 - v době vyostřujících se sporů mezi panovníkem a rodem Vítkovců - byl Mikuláš Klaric vyhoštěn z Českých Budějovic na přání Jindřicha I. z Rožmberka a Vítka z Landštejna. Přebýval poté v Kutné Hoře až do roku 1319, kdy mu byl českým králem Janem Lucemburským vrácen úřad českobudějovického rychtáře za jeho věrné služby. Po smrti Mikuláše Klarice vznikl v roce 1348 dědický spor mezi jeho dvěma syny Janem a Jindřichem. Rychtářský úřad nakonec připadl spolu s výnosy z jednoho mlýna Janu Klaricovi, jeho bratru Jindřichu připadly výnosy z druhého městského mlýna a čtvrtina z vybraného cla a mýta. Spory mezi dvěma větvemi Klariců však pokračovali i v následujících letech.

### Těžba stříbra
Po Janu Klaricovi získal úřad budějovického rychtáře jeho syn Václav. V roce 1385 bylo Václavu Klaricovi uděleno králem Václavem IV. dvouleté výsadní právo těžit stříbro v dolu Monstrance v nedalekých "královských horách", v oblasti dnešního Rudolfova. Václav Klaric zemřel roku 1405 a nezanechal po sobě žádného syna, jen dceru Markétu. Úřad rychtáře proto připadl Zikmundovi Klaricovi z druhé větvě rodu a Markétě byla přiznána pouze část dědičných příjmů. Následné spory mezi oběma rodovými větvemi skončily až po králově zásahu.

### Husitské války
Během husitských válek byly Budějovice na straně královské moci a rychtář Zikmund Klaric byl vyslán městskou radou do Vídně, kde v té době sídlil dvůr krále Zikmunda Lucemburského. Zikmund Klaric z Vídně přinesl potvrzení starých městských privilegií pro České Budějovice, které král podepsal 7. července roku 1422. Po Zikmundovi zdědil rychtářský úřad Kryštof Klaric, který o tento úřad opět vedl pře se svými příbuznými.

### Úpadek
Po husitských válkách také pokračoval úpadek rychtářské moci ve městě a soudní moc přebíral úřad purkmistra. Posledním rychtářem z rodu Klariců byl Řehoř, který se ujal úřadu v roce 1449. Když byly České Budějovice v roce 1453 dány do zástavy Jindřichu IV. z Rožmberka rozhodla se městská rada odkoupit rychtářský úřad od rodu Klariců. V roce 1455 tak byly bratři Řehoř a Prokop Klaricové donuceni prodat úřad rychtáře i se všemi příjmy a výsadami městské obci, což bylo dva roky nato potvrzeno králem Ladislavem Habsburským. Pozice rychtáře byla od té doby v Českých Budějovicích voleným úřadem a rod Klariců České Budějovice opustil. V 70. letech 15. století je připomínán Řehoř Klaric jako třeboňský hejtman.

## Památky
V kostele Obětování Panny Marie - jedné z nejstarších staveb v Českých Budějovicích - je v klenbě boční lodi svorník, na kterém je vyobrazeno okřídlené kopí, což byl znak rodu Klariců.
Jedna z ulic na Pražském předměstí Českých Budějovic se na počest prvního známého českobudějovického rychtáře jmenuje Klaricova.